# كيننجتون
كيننجتون (بالإنجليزية: Kennington)‏ هي منطقة في جنوب لندن، إنجلترا. تقع داخل حي لندن لامبث، وتمتد على طول الحدود مع حي ساوثوورك.

## أعلام
- ليني غلوفر
- باتريك هارينجتون
- تيري إيمز
- هاري إس بارلو
- كيفن غودفري
- برنارد مونتغمري
- ويليام تايلور
- تشارلي تشابلن